# Steve Pascolo
 (mars 2021).
La mise en forme du texte ne suit pas les recommandations de Wikipédia : il faut le « wikifier ».
Les points d'amélioration suivants sont les cas les plus fréquents. Le détail des points à revoir est peut-être précisé sur la page de discussion.
- Les titres sont pré-formatés par le logiciel. Ils ne sont ni en capitales, ni en gras.
- Le texte ne doit pas être écrit en capitales (les noms de famille non plus), ni en gras, ni en italique, ni en « petit »…
- Le gras n'est utilisé que pour surligner le titre de l'article dans l'introduction, une seule fois.
- L'italique est rarement utilisé : mots en langue étrangère, titres d'œuvres, noms de bateaux, etc.
- Les citations ne sont pas en italique mais en corps de texte normal. Elles sont entourées par des guillemets français : « et ».
- Les listes à puces sont à éviter, des paragraphes rédigés étant largement préférés. Les tableaux sont à réserver à la présentation de données structurées (résultats, etc.).
- Les appels de note de bas de page (petits chiffres en exposant, introduits par l'outil «  Source ») sont à placer entre la fin de phrase et le point final[comme ça].
- Les liens internes (vers d'autres articles de Wikipédia) sont à choisir avec parcimonie. Créez des liens vers des articles approfondissant le sujet. Les termes génériques sans rapport avec le sujet sont à éviter, ainsi que les répétitions de liens vers un même terme.
- Les liens externes sont à placer uniquement dans une section « Liens externes », à la fin de l'article. Ces liens sont à choisir avec parcimonie suivant les règles définies. Si un lien sert de source à l'article, son insertion dans le texte est à faire par les notes de bas de page.
- La présentation des références doit suivre les conventions bibliographiques. Il est recommandé d'utiliser les modèles {{Ouvrage}}, {{Chapitre}}, {{Article}}, {{Lien web}} et/ou {{Bibliographie}}. Le mode d'édition visuel peut mettre en forme automatiquement les références.
- Insérer une infobox (cadre d'informations à droite) n'est pas obligatoire pour parachever la mise en page.

Pour une aide détaillée, merci de consulter Aide:Wikification.
Si vous pensez que ces points ont été résolus, vous pouvez retirer ce bandeau et améliorer la mise en forme d'un autre article.
 (mars 2021).
Si vous disposez d'ouvrages ou d'articles de référence ou si vous connaissez des sites web de qualité traitant du thème abordé ici, merci de compléter l'article en donnant les références utiles à sa vérifiabilité et en les liant à la section « Notes et références ».
 (avril 2021).
Il peut être nécessaire de l'améliorer pour respecter le principe de neutralité de point de vue. Veuillez consulter la page de discussion pour plus de détails.

Steve Pascolo est un chercheur français, et l'un des trois cofondateurs à l'origine de CureVac, dont il a été le directeur scientifique (Chief Scientific Officer) de 2000 (date de création) à 2006.
Il a dédié une part importante de sa vie professionnelle à développer la technologie de vaccin à ARNm (ARN messagers), en particulier contre le cancer. Il est le premier homme au monde à recevoir des injections d'ARNm synthétique codant la luciférase en 2003.
Il travaille désormais comme immunologiste et chercheur à l'hôpital universitaire de Zurich et dirige la plateforme ARNm de l'URPP de recherches contre le cancer.
Il est également le CEO de la société suisse Miescher Pharma GmbH à Zurich.

## Biographie
Steve Pascolo est né le 31 décembre 1970 à Pont-Sainte-Maxence en France. Marié, père d'un fils né en 2023.

### Etudes
Il a reçu son M.S. de biologie de l'École normale supérieure (Paris). Il a ensuite fait sa thèse (Ph.D.) supervisée par le Pr François Lemonnier à l'institut Pasteur (1998) qui a conduit à l'invention du modèle murin, souris HHD (souris humanisées).
Il part rejoindre le professeur Hans-Georg Rammensee (en) pour son post-doc à l'université de Tübingen. Le professeur Rammensee conduisait des recherches de différentes thérapies anti-cancer.

### Recherches sur l'ARN messager
Le Pr Eli Gilboa au milieu des années 1990 avait montré que de l’ARNm fabriqué in vitro et transféré in vitro dans des cellules immunitaires (des cellules dendritiques qui déclenchent les réponses immunitaires) pouvait être utilisé comme vaccin. Cette méthode bien que difficile et coûteuse (nécessitant de cultiver les cellules sanguines une semaine, dériver des dendritiques, les transfecter par l’ARNm puis les réinjecter dans l’organisme) était très populaire dans la fin des années 1990 et partout se mettaient en place des structures pour l’implémenter[réf. nécessaire].
Le Pr Hans-Georg Rammensee apprenant ces résultats de Gilboa lors d’un meeting en Israël en février 1996, pense à utiliser les injections d’ARNm directes et donne ce sujet de thèse à un nouveau thésard : Ingmar Hoerr (en). Il teste et voit que l’ARNm nu ou formulé en particules fonctionne comme vaccin chez la souris,.
En réalité, ces premières activités avaient été conduites déjà par les français Frédéric Martinon et Pierre Meulien en 1993. Frédéric Martinon et ses collègues avaient montré qu’un liposome renfermant un ARNm codant la nucléoprotéine (NP) du virus de la grippe induisait chez la souris une réponse immunitaire.
À la suite de ces activités conduites par Ingmar Hoerr confirmant qu'il était possible de produire une réponse vaccinale par des ARN messagers, celui-ci quitte le laboratoire de l'université de Tübingen pour effectuer un MBA en Autriche à l'université du Danube Krems (1999-2000).
Steve Pascolo teste la technique mise au point par Ingmar et optimise dès 1998 des vaccins basés sur l'injection directe in vitro d'ARN messager (ivt mRNA pour in vitro transcribed). Il apprécie leur innocuité, une fois injecté, les ARNm soit pénètrent dans les cellules permettant d'exprimer la protéine désirée et sont dégradés très rapidement par l'organisme.
Ingmar Hoerr a alors l'idée en 2000 de la création de la société Curevac dont il sera le CEO et s'entoure de Steve Pascolo en tant que CSO qui conduit les recherches scientifiques et Florian Van der Mulbe COO. Le professeur Günther Jung en est le directeur scientifique.
Rapidement, Hans-Georg Rammensee est également associé à l'équipe fondatrice de Curevac.
Steve Pascolo a mis au point le premier centre pharmaceutique mondial de production d'ARN messager in vitro (incluant la purification de l'ARNm par HPLC dès 2003) et en a dirigé les opérations scientifiques.
Il a, au sein de Curevac, levé les freins techniques à l'utilisation de l'ARN messager pour une utilisation vaccinale, car les premières expériences étaient concluantes, mais les réponses immunitaires produites insuffisantes[réf. nécessaire].
En 2003, il dépose un brevet sur le vaccin à ARNm contre les virus conjointement avec l'institut Pasteur de Paris et compare l'efficacité relative des vaccins à ARNm avec les vaccins à ADN.
Les vaccins à ARNm nécessitent encore d'être optimisés car les réponses immunitaires sont moindres que celles obtenues avec des vaccins à ADN[réf. souhaitée].
Puis en 2003, Steve Pascolo met au point la première étude clinique mondiale sur l'homme. Convaincu de l'innocuité de cette thérapie il devient le premier humain à recevoir une injection par le médecin Benjamin Weide d'ARN messager exprimant la luciférase (protéine produite en temps normal par une mouche : la luciole),,.
En 2006, Steve Pascolo quitte Curevac pour rejoindre l'université de Zurich, où il optimise des protocoles de chimiothérapie anti-cancer, poursuit ses activités sur les vaccins à ARN messagers. 
En 2008,  ses études cliniques sur l'homme montrent l'innocuité d'un vaccin à ARNm nu intradermique dans mélanome et l'induction de réponses immunitaires. En 2009, il teste avec Weide et al. une autre formulation du vaccin ARNm (en Protamine) anti-mélanome et décrit à nouveau des réponses immunitaires induites. En 2011 il publie avec le Pr Brossart que le vaccin ARNm nu adapté au carcinome peut induire des réponses immunitaires et cliniques chez des patients souffrant d'un cancer du rein. Il travaille également sur le repositionnement de molécules anciennes pour en évaluer leur efficacité, notamment la chloroquine.
Ses avis d'expert sont repris ultérieurement par les différents chercheurs travaillant sur les ARN in vitro (que ce soit pour des applications vaccinales ou non vaccinales),,.

#### Pandémie de Covid-19 et mise en application de ses recherches
En 2020, avec la pandémie liée au Covid, les vaccins à ARN messagers ont bénéficié d'un regain d'intérêt et ont été sous les projecteurs pour l'une de leur caractéristique : la vitesse de préparation. Steve Pascolo est alors convié sur différents plateaux télévisés et dans différents journaux en France, en Suisse ou en Allemagne pour répondre aux défiance vis-à-vis de cette technologie « trop rapide à aboutir » selon certains et pourtant le fruit de plus de 20 ans de recherche,,,,,.
En 2021, il publie Sortir de la pandémie de COVID-19 grâce au vaccin à ARN messager synthétique.

#### Vaccins contre le cancer
Le 16 avril 2021, il affirme que lorsque « les vaccins à ARN messager anti-cancer sont combinés avec d’autres thérapies et ça donne des résultats excellents » et prédit une prochaine mise sur le marché de vaccins anti-cancer utilisant cette technologie.